# Corning (Kansas)
Corning é uma cidade localizada no estado americano de Kansas, no Condado de Nemaha.

## Demografia
Segundo o censo americano de 2000, a sua população era de 170 habitantes.
Em 2006, foi estimada uma população de 165, um decréscimo de 5 (-2.9%).

## Geografia
De acordo com o United States Census Bureau tem uma área de
0,7 km², dos quais 0,7 km² cobertos por terra e 0,0 km² cobertos por água. Corning localiza-se a aproximadamente 409 m acima do nível do mar.

## Localidades na vizinhança
O diagrama seguinte representa as localidades num raio de 20 km ao redor de Corning.